# Флібуста
Флібуста (англ. Flibusta) — безкоштовна некомерційна онлайн-бібліотека. На даному сайті можна безкоштовно читати, завантажувати, а також отримувати на електронну пошту більшість книг, які є в бібліотеці. Російськомовна, україномовна та білоруськомовна частини доступні для завантаження всім користувачам, в той час як іноземна література — тільки зареєстрованим.
На думку ряду видавців і експертів з інтернету, є одним з найпопулярніших книжкових сайтів у пострадянському просторі інтернету. Бібліотека є доповненим форком бібліотеки «Лібрусек» від 2009 року, яка використовувала в якості движка сайту модифіковану CMS Drupal із специфічними для вікі-бібліотеки змінами. Бібліотека заснована на принципі вікі і поповнюється самими користувачами.

## Історія бібліотеки
Бібліотека була створена 8 жовтня 2009 року спочатку з адресою flibusta.net після того, як інша бібліотека «Лібрусек» ввела плату за завантаження книг. Засновником і власником сайту є користувач з Німеччини під ніком Stiver. Бібліотека була заснована людьми, не згодними з політикою Іллі Ларіна, власника проекту Лібрусек, котрий ввів обмеження на вільний доступ до книг, розміщених у бібліотеці. Такі дії привели до виникнення ідеологічних розбіжностей між принциповими противниками копірайту і більш толерантною аудиторією проекту, що призвело до розколу і заснування нового бібліотечного проекту. На початку своєї роботи Флібуста здебільшого була ідентична по змісту батьківському проекту, але з плином часу проект став доповнюватись оригінальним контентом, при цьому не припиняючи синхронізацію з Лібрусеком. Цікавим фактом є те, що багато учасників проектів працюють для наповнення обох сайтів, і саме завдяки їхнім зусиллям триває синхронізація бібліотек.
У 2010 році сайт зайняв друге місце у мережевому конкурсі РОТОР у номінації «Електронна бібліотека року». У 2011 році отримав Гран-прі у тій же номінації.
24 вересня 2024 року засновник онлайн-бібліотеки Flibusta, відомий під ніком Stiver, попередив про закриття ресурсу. Автор проєкту повідомив у блозі, що йому діагностували гліобластому. Однак вже 19 жовтня, він повідомив, що Flibusta продовжить свою діяльність.

### Протистояння з видавництвом «Ексмо»
26 вересня 2011 року на зовнішньому форумі з'явилось повідомлення від власника сайту:

После долгого затишья война с копирастами снова переходит в активную фазу. На хостера сильно надавили, и на время разбирательств он попросил закрыть прямой вход на сайт. Сейчас ждём более полную информацию. Некоторое время придётся, видимо, походить через proxy.flibusta.net, а там посмотрим.

Після довгого затишшя війна з копіпарастами знову переходить в активну фазу. На хостера сильно натиснули, і на час розглядів він попросив закрити прямий вхід на сайт. Зараз чекаємо більш повну інформацію. Деякий час доведеться, мабуть, походити через proxy.flibusta.net, а там подивимось.

За словами адміністрації ресурсу, за діями хостера стоїть видавництво «Ексмо».
Відвідуваність бібліотеки виросла саме після активних претензій видавництва «Ексмо» до мережевої бібліотеки (див. Ефект Стрейзанд).
У вересні 2013 року нормальна робота ресурсу кілька раз припинялась — при спробі завантажити будь-яку книжку користувачі бачили оголошення: «Тимчасово не працює. Використайте i2p або торренти. Всі подяки на адресу Ексмо і Літреса». Суть події: інтернет-магазин Litres.ru доклав зусиль для закриття Флібусти. До середини жовтня того ж року робота Флібусти була відновлена.
З жовтня 2013 року доступ до деяких російських книг і російським перекладам зарубіжних книг на основному сайті бібліотеки обмежений по вимозі правовласників. Станом на серпень 2017 року ці книги дотепер недоступні при доступі з будь-якої країни, однак їх читання, завантаження і отримання електронною поштою лишилися доступні через I2P і TOR.
29 червня 2015 року через судове рішення за позовом, поданому видавництвом «Ексмо» у відношенні книг Рея Бредбері «451 градус за Фаренгейтом», «Марсіанські хроніки», «Золоті яблука сонця» і «Кульбабове вино», у Росії доступ до сайту «Флібуста» заблокований. В той же час сайт повністю доступний за допомогою Tor Browser, через I2P, а також по доменному імені flibusta.lib, котре підтримується DNS-службою криптовалюти EmerCoin і серверами DNS проекту OpenNIC. 10 липня 2015 блокування було знято. Потім, у травні 2016 г. бібліотека була знову заблокована. Через деякий час сайт переїхав на доменне ім'я Flibusta.is на ісландській доменній зоні, який став основним сайтом і був знову заблокований у вересні 2016 року. За останніми даними у липні 2017 року за рішенням суду знову розблокована.
Проте, іноді сайт недоступний через періодичні DDOS-атаки та наслідки блокувань.

### Статистика Флібусти
| Статистика                  | 24.09.2015                  | 09.06.2016                  | 13.10.2016                  | 22.03.2017                  |
| --------------------------- | --------------------------- | --------------------------- | --------------------------- | --------------------------- |
| Всього книг у бібліотеці    | 318 939 томів, 502 гігабайт | 343 163 томів, 583 гігабайт | 353 823 томів, 612 гігабайт | 365 395 томів, 645 гігабайт |
| Всього представлено авторів | 116 460                     | 128 224                     | 131 236                     | 132 763                     |
| Зареєстрованих користувачів | 638 901                     | 696 577                     | 723 187                     | 746 224                     |

## Функціональність
Скачування книг:
- Без реєстрації дозволяє скачувати російські, білоруські та українські книги. Книги на інших мовах доступні після реєстрації;
- Бібліотека дозволяє на льоту конвертувати fb2-книги і скачувати їх в наступних форматах: fb2, html, txt, rtf, epub, mobi;
- Навіть старі не-юнікодовані книги скачуються сконвертованими у Юнікод-кодуванні (тільки російськомовні)[22];
- Дозволяє зареєстрованим користувачам отримувати книги у потрібному форматі на пошту.

Завантаження книг:
- Не дозволяє завантажувати книги, ідентичні існуючим;
- Дозволяє робити пакетне завантаження файлів-книг через FTP-сервер або за допомогою завантаження архіву.

Інше:
- Дозволяє порівнювати книги за допомогою diff прямо на сайті[23].
- Дозволяє шукати книги по назві, автору, серії, однак по змісту і самому тексту книг пошук недоступний.
- Відображає зміст fb2-книг; зміст PDF та DjVu книг недоступний.